# ميخائيل زالسكي
ميخائيل زالسكي (بالروسية: Михаил Дмитриевич Залесский)‏ ميخائيل ديميترييفيتش زاليسكي 15 سبتمبر 1877 - 22 ديسمبر 1946) هو عالم أحياء قديمة وعالم نباتات قديمة روسي كان تركيزه الرئيسي هو فحص بقايا النباتات في الفحم الحجري والصخر الزيتي.
في عام 1911، وصف زالسكي نوعًا جديدًا من الخشب المتحجر في حوض دونتس في أوكرانيا. وسمَّى الخشب Callixylon، على الرغم من أنه لم يجد أي هياكل أخرى غير الجذع. في ستينات القرن العشرين، تبين أن الخشب الأحفوري المعروف باسم Callixylon والأوراق المعروفة باسم السرخس العتيق كانت في الواقع جزءًا من نفس النبات.
في عام 1917، درس الصخر الزيتي كوكرسايت (kukersite) في استونيا. بالمقابل، سمى ذلك الصخر الزيتي بالاسم الألماني كوكروز. وصف زالسكي الأجسام البيضاوية للكيروجين في صخور الكوكرسايت بأنها بقايا لكائنات حية دقيقة منقرضة، التي وصفها بـ(Gloeocapsamorpha prisca). تم انتقاد هذا الاستنتاج في الخمسينات من القرن العشرين، لكن الدراسات التي أجريت لاحقًا باستخدام المجهر الإلكتروني أكدت ملاحظات زالسكي.